# Nicolas Dipre
Ne doit pas être confondu avec Nicolas d'Amiens.

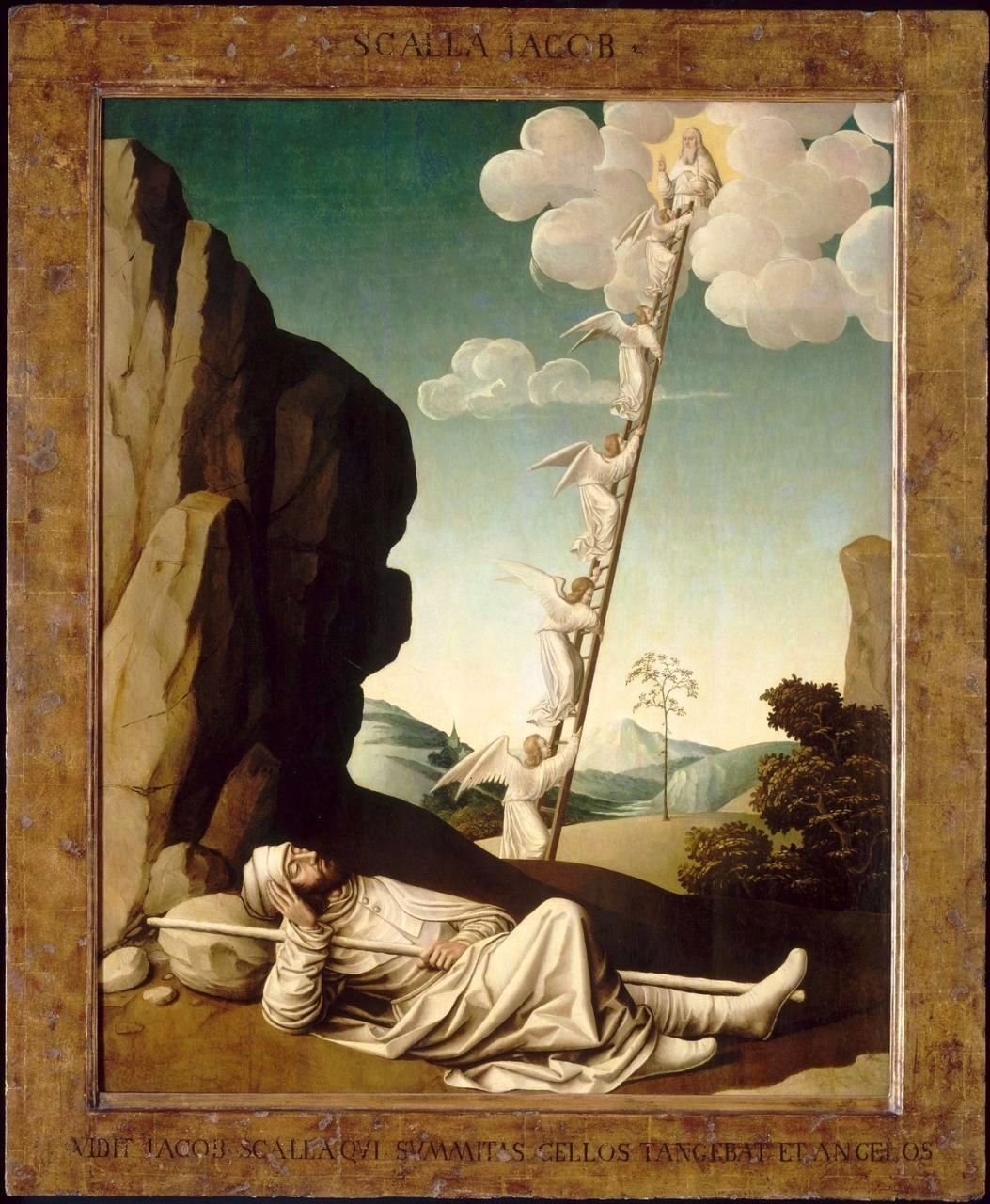
Nicolas Dipre, Échelle de Jacob (vers 1500), Musée du Petit Palais (Avignon).

Nicolas Dipre, parfois aussi Nicolas d'Ypres, plus rarement Nicolas d'Amiens, actif à Avignon de 1495 à 1532, est un peintre français de la Haute Renaissance,. Parmi les artistes actifs à Avignon à la fin du 
XVe et au début du  XVIe siècles, il est un des plus connus.

## Vie et œuvre

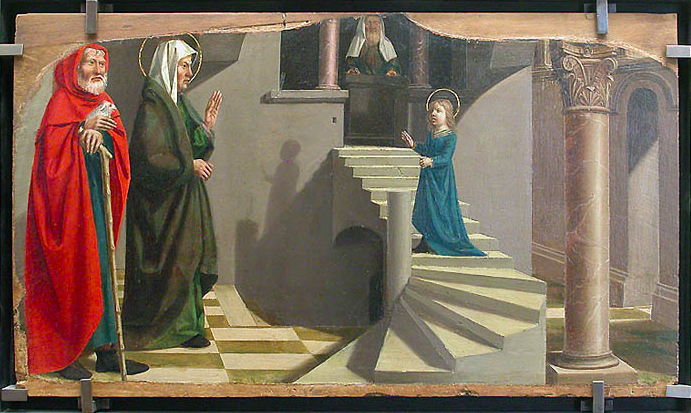
Nicolas Dipre, Présentation de la Vierge au Temple, musée du Louvre, Paris.

Nicolas Dipre est né à Paris. Son père est Colin d’Amiens, aussi appelé Nicolas Dipre l'Ancien (actif à partir de 1464, mort avant 1508), peintre assez connu pour avoir reçu en 1481 une commande pour la tombe de Louis XI ; son grand-père est probablement André d’Ypres documenté à Amiens de 1435 à 1444. Nicolas Dipre est le frère de Jean d'Ypres, le peintre, enlumineur et créateur des cartons tapisserie, notamment pour La Dame à la licorne.
Sa présence à Avignon est documentée depuis 1495. Il y a vécu et travaillé toute sa vie et a acquis une large réputation. Il se marie en 1508 avec Honorée, fille du  menuisier Jean Bigle, avec lequel il collabore souvent. Il exécute des commandes pour l'Église et peint de nombreux tableaux, mais la plupart sont perdus. 
De 1495 à 1514 Dipre est régulièrement sollicité par la ville d'Avignon pour divers types de peintures, comme des  décorations, bannières de procession ou des blasons. Il reçoit des commandes de retables d'un Rodrigue Boutin (1498), de la Confrérie de la Conception de la Vierge pour la Cathédrale Saint-Siffrein de Carpentras (1499), d'un Brisson Novet de Saint-Rémy-de-Provence (1499), d'un certain  Baptiste de Ponte (1508), et pour la chapelle de la mairie d'Avignon (1511). Un contrat pour une pietà pour la chapelle Saint-Lazare d'Avignon, du 14 mars 1532, peut s'adresser à Antoine, fils de Nicolas, également peintre (1509-1562), car à cette date Nicolas était probablement déjà mort.
Le retable exécuté pour la Cathédrale Saint-Siffrein de Carpentras, représentant la Rencontre d'Anne et de Joachim à la Porte dorée (1499), subsiste en parties (Musée Comtadin-Duplessis de Carpentras). Il devait comporter une Vierge en gloire, avec des panneaux comprenant l'expulsion de Joachim, Joachim chez les bergers, et la rencontre avec Anne, au-dessus le couronnement de la Vierge avec deux prophètes. La prédelle devait comporter cinq scènes de la vie de la Vierge. Le panneau subsistant a permis le rapprochement avec d'autres, identifiés comme étant du même auteur. Ce sont sept petits panneaux :
- Rencontre à la Porte Dorée, Nativité de la Vierge, Présentation de la Vierge au Temple, éléments d'une prédelle, musée du Louvre[4] ;
- Mariage de la Vierge, Denver Art Museum[5] ;
- Adoration des bergers, San Francisco De Young Museum[6] ;
- Adoration des mages, Musée d'Art sacré du Gard à Pont-Saint-Esprit ;
- Crucifixion, Detroit Institute of Arts[7].

Ses deux œuvres les plus réputées sont deux larges panneaux d'un style plus classique, les deux faces d'un volet de retable dédoublé, représentant la Toison de Gédéon et l'Échelle de Jacob, Musée du Petit Palais (Avignon),.

## Style
Le style de Dipre se caractérise par une certaine concision de narration, des constructions clairement définies, des couleurs intenses, typiques des peintres provençaux de l'époque, et par une influence considérable de Barthélemy d'Eyck, le maître du Triptyque de  l'Annonciation d'Aix, et de l'école piémontaise, comme Giovanni Martino Spanzotti. Dans ses thèmes religieux, Dipre présente une approche populaire de la foi, décrivant les gestes simples mais intenses de la vie quotidienne liés aux actes des personnages clés du christianisme. Les figures sont trapues et sévères, les têtes larges, les gestes abrupts, l'importance qui est donnée aux contrastes de lumière et aux ombres portées est la dernière expression, mineure mais particulièrement caractérisée, de l'école d'Avignon.